# Ryan O’Byrne
Ryan David O’Byrne (* 19. Juli 1984 in Victoria, British Columbia) ist ein ehemaliger kanadischer Eishockeyspieler, der während seiner aktiven Karriere zwischen 2001 und 2016 unter anderem 333 Einsätze für die Canadiens de Montréal, Colorado Avalanche und Toronto Maple Leafs in der National Hockey League auf der Position des Verteidigers bestritten hat.

## Karriere

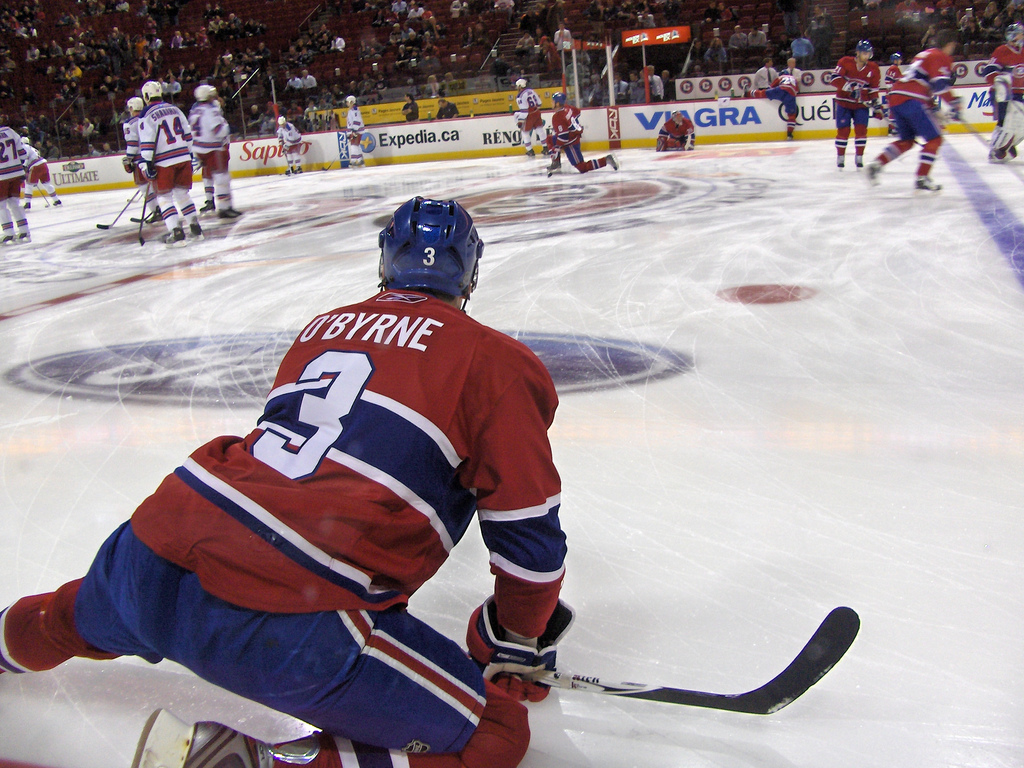
O’Byrne im Trikot der Canadiens de Montréal (2008).

Ryan O’Byrne begann seine Karriere als Eishockeyspieler in der British Columbia Hockey League, in der er von 2001 bis 2003 für die Victoria Salsa und Nanaimo Clippers aktiv war. Anschließend wurde er im NHL Entry Draft 2003 in der dritten Runde als insgesamt 79. Spieler von den Canadiens de Montréal ausgewählt. Zunächst spielte der Verteidiger jedoch drei Jahre lang für die Mannschaft der Cornell University, mit der er in der Saison 2004/05 die Meisterschaft der ECAC Hockey gewann. Zur Saison 2006/07 wurde der Rechtsschütze in den Kader von Montréals Farmteam, den Hamilton Bulldogs aus der American Hockey League, aufgenommen, mit denen er den Calder Cup gewann.
In der Saison 2007/08 gab O’Byrne sein Debüt in der National Hockey League für die Canadiens de Montréal, für die er in seinem Rookiejahr in insgesamt 37 Spielen ein Tor erzielte und sechs Vorlagen gab. Auch in den zwei folgenden Saisons kam er regelmäßig für das Team aus Québec in der NHL zum Einsatz. Im November 2010 wurde O’Byrne in einem Tauschgeschäft an die Colorado Avalanche abgegeben. Zur Trade Deadline am 3. April 2013 wurde er zu den Toronto Maple Leafs transferiert.
Zwischen August 2013 und Juli 2014 stand er beim HC Lev Prag aus der KHL unter Vertrag und erreichte mit den Löwen 2014 das Play-Finale der KHL. Anschließend wechselte er zum HC Ambrì-Piotta in die National League A, das damit den Abgang von Maxime Noreau kompensierte.
Ab Juli 2015 stand er beim HV71 Jönköping aus der Svenska Hockeyligan unter Vertrag und beendete seine Spielerlaufbahn im Anschluss an die Saison 2015/16.

## Erfolge und Auszeichnungen
- 2005 Whitelaw-Cup-Gewinn mit der Cornell University
- 2007 Calder-Cup-Gewinn mit den Hamilton Bulldogs
- 2008 Teilnahme am AHL All-Star Classic

## Karrierestatistik
(Legende zur Spielerstatistik: Sp oder GP = absolvierte Spiele; T oder G = erzielte Tore; V oder A = erzielte Assists; Pkt oder Pts = erzielte Scorerpunkte; SM oder PIM = erhaltene Strafminuten; +/− = Plus/Minus-Bilanz; PP = erzielte Überzahltore; SH = erzielte Unterzahltore; GW = erzielte Siegtore; 1 Play-downs/Relegation; Kursiv: Statistik nicht vollständig)